# Wysoka (powiat gorzowski)
Wysoka – wieś w Polsce położona w województwie lubuskim, w powiecie gorzowskim, w gminie Lubiszyn.
Wieś leży na historycznej ziemi lubuskiej. Na pocz. XV w. została odnotowana jako przynależna administracyjnie do dekanatu kostrzyńskiego diecezji lubuskiej.
We wsi znajduje się kościół pod wezwaniem św. Mikołaja z XVI w., zbudowany z pruskiego muru, niedawno odnowiony. Niedaleko wsi jest nieużywana obecnie stacja kolejowa Wysoka Gorzowska.
W latach 1975–1998 miejscowość należała administracyjnie do województwa gorzowskiego.

## Zabytki
Do wojewódzkiego rejestru zabytków wpisany jest:
- kościół ewangelicki, obecnie rzym.-kat. fil. pw. św. Mikołaja, szachulcowy, z poł. XVIII w.

## Turystyka
Niedaleko miejscowości znajduje się jezioro Marwicko o powierzchni 140 ha. Jezioro wykorzystywane jest w okresie letnim jako kąpielisko.